# Alberta empfängt einen Liebhaber
Alberta empfängt einen Liebhaber (1997) ist die sechste Erzählung der Autorin Birgit Vanderbeke.
Erzählt wird von Alberta, die rückblickend ihre „danebengegangene Geschichte“ (S. 11) aufarbeitet, die sich als eine komplizierte Liebesbeziehung darstellt. Es  wird ein Abriss eben jener Liebesbeziehung, jener „großen Liebe“ (S. 7) von Alberta und Nadan über gut dreißig Jahre hinweg gegeben: ausgehend von den Siebzigern, in denen „alle kreuz und quer durcheinanderküßten“ (S. 13), weil „alle gegen den Vietnamkrieg waren“ (ebd.), bis man sich entschloss, nach Paris durchzubrennen, den Achtzigern, in denen man getrennt war und sich auf Familie und Beruf besann, bis in die Jetztzeit der Neunziger (dem Erscheinen des Romans), als man sich wiedersah und erkannte, nicht zusammenleben zu können und sich somit für immer trennte, trennend auseinanderging: „Die Tür ganz leise schließen.“ (S. 116) Die Erzählung besteht aus vier Teilen, hat folgende Überschriften: „Eine Mizzebill“, „Jean-Philippe“, „Alberta empfängt einen Liebhaber“ und „Epilog“. Zu den Teilen im Einzelnen:

## Handlung
Eine Mizzebill
Alberta und Nadan lernen sich in einem Trainingslager kennen. Es ist die Zeit der Proteste gegen den Vietnamkrieg, so gestehen sich beide ein, „daß weder Nadan noch ich Imperialisten sind, sondern eindeutig für den Vietcong. Für den Frieden.“ (S. 21) Nadan verliebt sich in Bettina, geht dann zur Marine, während Alberta sich in Rudi verliebt, sie ins Kino gehen, studieren, arbeiten und einen gemeinsamen Haushalt führen. Bei einem Treffen in Nadans WG, als er wieder von der Marine zurückgekehrt ist, wird beschlossen, nach Paris „durchzubrennen“, es fällt die Bezeichnung „Mizzebill“, das sei eine Bezeichnung für Frauen: „Eine Mizzebill ist so ziemlich das Übelste, was einem Mann passieren kann. Eine Plage. Ungefähr eine Heuschreckenplage. Da kann man nichts machen.“ (S. 26) Daraufhin lösen sich die Beziehungen, die bislang bestanden haben, auf und Nadan liebt fortan die Mizzebill Alberta, denn „Nadan sagte zu Rudi: Mir kommt es manchmal so vor, als ob man die meiste Zeit mit der falschen Frau im falschen Bett liegen würde, […]“ (S. 27) Doch es kommt anders als geplant, Paris erreichen sie nicht, bereits bei einem erzwungenen Hotelaufenthalt in Mannheim  zeigen sich Unvereinbarkeiten, man kehrt um und beschließt, getrennte Wege zu gehen, gewissermaßen ein „Doppelleben“ (S. 115) zu führen.
Jean-Philippe
Alberta ist nun (so wie die Ich-Erzählerin) nach Lyon gezogen, arbeitet dort als Lehrerin und Übersetzerin, sie lebt mit Jean-Philippe zusammen in „T., einer kleinen Stadt am Ufer der Rhône, zwischen Vienne und Valence, im Haus […] (der, der V.) Schwiegereltern.“ (S. 51) Sie ist seit acht Jahren verheiratet und lebt dort seit der Geburt der gemeinsamen Tochter Cécile. Jean Philippe arbeitet als Hochschulprofessor für Philosophie in Lyon und hilft nebenbei seinem Vater bei der Weinlese. Die Ich-Erzählerin arbeitet neben einer Vallot-Übersetzung an der Erzählung von Nadan und Alberta, die durch die Bekanntschaft mit Eugène Puech Ablenkung findet, der seinerseits eine Werkstatt im selben Haus hat und dort schweißt und flext. (S. 61) Jean-Philippe erkundigt sich mehrmals nach dem Fortgang der Geschichte von Nadan und Alberta.
Alberta empfängt einen Liebhaber
Durch eine Anrufbeantworternachricht mit den Worten „Ich bin’s. Ich rufe nachher wieder an.“ (S. 87) kündigt sich der Besuch von Nadan bei Alberta an. Diese, sichtlich verstört, leicht in Angst, bereitet sich auf den Besuch vor: „Die Angst war in Ordnung. Jetzt aber bloß nicht panisch werden, dachte ich, packte die Tüten aus und räumte die Milch und die Lammnieren in den Kühlschrank.“ (Ebd.) Inmitten der Vorbereitungen und der Unruhe erinnert sich Alberta, fast als Randnotiz, an ihre Abtreibung, in deren Folge es zur eigentlichen Entfremdung kam. Nadan war nicht bereit, nach dem Eingriff für Alberta da zu sein, sie zu besuchen. „Das prompte ,Nein' war nicht das Schlimmste an seiner Antwort. Das Schlimmste war die alles durchdringende eisige kalte Gleichgültigkeit, die danach ein paar Jahre lang Zeit hatte, den Gedanken physisch werden zu lassen, daß es richtige Kriege sind, die da geführt werden. Wirkliche.“ (S. 109) Ungeachtet dessen empfängt Alberta ihren Liebhaber, sie tischt das Essen auf, beide führen ein mehr oder weniger entspanntes Gespräch über ihr jeweiliges „Doppelleben“ (S. 115), und sie gehen wieder auseinander. Albertas Stimme dazu: „Meine Aufregung hatte sich inzwischen gelegt, und die Enttäuschung hatte eingesetzt.“ (S. 115) Die Gedanken der Autorin und Ich-Erzählerin aufnehmend endet das Kapitel mit einer Selbsteinschätzung Albertas über das Glück und wie und als was es im Leben erscheint, um dann im
Epilog
eine kurze, versöhnende Zustandsbeschreibung der Lebensumstände der Ich-Erzählerin zu geben.

## Stimme der Erzählerin
Was zu Beginn der Erzählung noch nicht der Fall scheint, sich aber im zweiten Teil, von Jean-Philippe an, entwickelt, ist die Stimme der Erzählerin. Herrscht zu Beginn noch die Ich-Perspektive vor, betreibt die Autorin, so hat es den Anschein, ein Spiel mit dem homodiegetischen im Gegensatz zum heterodiegetischen Erzähler unter Einbeziehung der Extradiegese. Was damit gemeint ist: die Frage, inwiefern der Ich-Erzähler am Geschehen Teil hat, somit Teil des Erzählten ist. Man wird von einer Mischform sprechen müssen. Ist Eine Mizzebill aus extradiegetisch-homodiegetischer Perspektive erzählt –  das ist der Fall beim sogenannten Erzähler erster Stufe, der seine eigene Geschichte erzählt –  verhält es sich ab Jean-Philippe so, dass die Distanz zwischen Erzähler und Figur aufgehoben wird. Die Erzählerin unterscheidet sich nicht komplett von ihrer Figur bzw. den Figuren Alberta und Nadan, vielmehr wird ein größeres Augenmerk auf die Metakonstruktion des Geschehens gelenkt. Man hat den Eindruck, die Ich-Erzählerin und die Figur verschmelzen miteinander, wobei in Teilen Alberta Züge der Ich-Autorin annimmt, zum Beispiel dadurch, dass beide den Wohnort Lyon gewählt haben. Des Weiteren handelt es sich innerhalb des gesamten Textes um Rahmen- und Binnenerzählung. Die Binnenerzählung in Teil 2 (Jean-Philippe)  ist in die Rahmenerzählung von Alberta und Nadan eingebettet.

## Buchumschlaggestaltung
Die Umschlagvorderseite zeigt das Gemälde Betty von Gerhard Richter.

## Rezensionen
- Heinz Ludwig Arnold in der FAZ
- Susanne Beyer in Der Spiegel
- Cornelia Geissler in der Berliner Zeitung

## Kritik
„Birgit Vanderbeke hat die Liebe neu erfunden.“

„Grandios geschrieben und hocherotisch.“